# Schachweltmeisterschaft der Frauen 1937 (Stockholm)
Das Turnier um die Schachweltmeisterschaft der Frauen 1937 war wenige Wochen nach dem Zweikampf zwischen Vera Menchik und Sonja Graf der zweite Titelkampf des Jahres 1937. Schachweltmeisterin Vera Menchik verteidigte in dem während der Schacholympiade 1937 in Stockholm abgehaltenen 14-rundigen Turnier im Monrad-System, einer Variante des Schweizer Systems, ihren Titel erfolgreich durch den Gewinn aller Partien. Jüngste Spielerin war die 18-jährige Lettin Milda Lauberte, die durch ihre hohe Platzierung als Nachwuchstalent galt.
|       | Spielerin                  | Punkte |
| ----- | -------------------------- | ------ |
| 1     | Vera Menchik               | 14     |
| 2     | Clarice Benini             | 10     |
| 3-4   | Milda Lauberte             | 9      |
| 3-4   | Sonja Graf                 | 9      |
| 5     | Mary Bain                  | 8½     |
| 6-7   | Mona May Karff             | 8      |
| 6-7   | Nelly Fišerova             | 8      |
| 8-9   | Ingeborg Andersson         | 7½     |
| 8-9   | Mary Gilchrist             | 7½     |
| 10-16 | Róża Herman                | 7      |
| 10-16 | Catharina Roodzant         | 7      |
| 10-16 | E. St. John                | 7      |
| 10-16 | Anna Andersson             | 7      |
| 10-16 | Regina Gerlecka            | 7      |
| 10-16 | Clara Faragó               | 7      |
| 10-16 | Edith Holloway             | 7      |
| 17-20 | Barbara Fleröw-Bułhak      | 6½     |
| 17-20 | Gisela Harum               | 6½     |
| 17-20 | Salome Reischer            | 6½     |
| 17-20 | Olga Menchik               | 6½     |
| 21-22 | Florence Frankland Thomson | 6      |
| 21-22 | Ingrid Larsen              | 6      |
| 23    | Katarina Beskow            | 5½     |
| 24    | A.M.S. O’Shannon[4]        | 5      |
| 25    | Ruth Bloch-Nakkerud        | 2      |
| 26    | Elisabeth Mellbye          | 1      |